# Powers Lake
Powers Lake ist eine Siedlung auf gemeindefreiem Gebiet im Kenosha County im US-amerikanischen Bundesstaat Wisconsin. Zu statistischen Zwecken ist der Ort zu einem Census-designated place (CDP) zusammengefasst worden. Im Jahr 2010 hatte Powers Lake 1615 Einwohner.
Bis 2011 lag ein Teil des Ortes im Walworth County, wurde aber am 20. Dezember 2011 Teil der dort neu gegründeten Gemeinde Bloomfield.
Powers Lake ist Bestandteil der Metropolregion Chicago.

## Geografie
Powers Lake liegt rund um den gleichnamigen See im Südosten Wisconsins, unweit des Fox Rivers und der Grenze zu Illinois. Die geografischen Koordinaten von Camp Lake sind 42°33′13″ nördlicher Breite und 88°17′40″ westlicher Länge. Das Ortsgebiet erstreckt sich über eine Fläche von 7,96 km², die sich auf 5,74 km² Land- und 2,22 km² Wasserfläche verteilen. Der Norden des Ortes gehört zur Town of Wheatland, der Süden zur Town of Randall.
Nachbarorte von Powers Lake sind Bohners Lake (9,4 km nördlich), New Munster (10,7 km nordöstlich), Bassett (6,3 km ostsüdöstlich), Twin Lakes (6,2 km südöstlich), Genoa City (10 km südsüdwestlich), Bloomfield (7 km westsüdwestlich) und Lake Ivanhoe (7 km nordwestlich).
Die nächstgelegenen größeren Städte sind Wisconsins größte Stadt Milwaukee (75,2 km nordnordöstlich), Chicago in Illinois (113 km südsüdöstlich), Rockford in Illinois (87,4 km westsüdwestlich) und Wisconsins Hauptstadt Madison (129 km westnordwestlich).

## Verkehr
Der vierspurig ausgebaute U.S. Highway 12 verläuft in Nordwest-Südost-Richtung entlang der westlichen Ortsgrenze. Alle weiteren Straßen sind untergeordnete Landstraßen, teils unbefestigte Fahrwege sowie innerörtliche Verbindungsstraßen.
Die nächsten Flughäfen sind der Milwaukee Mitchell International Airport in Milwaukee (66 km nordnordöstlich) und der Chicago O’Hare International Airport in Chicago (87,4 km südsüdwestlich).

## Bevölkerung
Nach der Volkszählung im Jahr 2010 lebten in Powers Lake 1615 Menschen in 636 Haushalten. Die Bevölkerungsdichte betrug 281,4 Einwohner pro Quadratkilometer. In den 636 Haushalten lebten statistisch je 2,53 Personen.
Ethnisch betrachtet setzte sich die Bevölkerung zusammen aus 96,8 Prozent Weißen, 0,3 Prozent Afroamerikanern, 0,1 Prozent amerikanischen Ureinwohnern, 0,3 Prozent Asiaten sowie 1,9 Prozent aus anderen ethnischen Gruppen; 0,6 Prozent stammten von zwei oder mehr Ethnien ab. Unabhängig von der ethnischen Zugehörigkeit waren 4,1 Prozent der Bevölkerung spanischer oder lateinamerikanischer Abstammung.
22,2 Prozent der Bevölkerung waren unter 18 Jahre alt, 65,0 Prozent waren zwischen 18 und 64 und 12,8 Prozent waren 65 Jahre oder älter. 48,6 Prozent der Bevölkerung war weiblich.
Das mittlere jährliche Einkommen eines Haushalts lag bei 78.068 USD. Das Pro-Kopf-Einkommen betrug 41.987 USD. 14,4 Prozent der Einwohner lebten unterhalb der Armutsgrenze.

## Bekannte Bewohner
- Dan Rostenkowski (1928–2010) – langjähriger demokratischer Abgeordneter des US-Repräsentantenhauses (1959–1995) – starb in Powers Lake